# Дискография Билли Айлиш
Американская певица и автор песен Билли Айлиш выпустила три студийных альбома, один концертный альбом, один видеоальбом, два мини-альбома, 33 сингла и 25 музыкальных видеоклипов. Её первый мини-альбом, Don’t Smile At Me, был выпущен 11 августа 2017 года и достиг топ-14 в США Billboard 200, номер 12 в UK Albums Chart и топ-10 в Австралии, Новой Зеландии и Швеции. Затем Айлиш выпустила синглы «Lovely», «You Should See Me in a Crown», «When the Party’s Over», «Come Out and Play», «Bury a Friend», «Wish You Were Gay» и «Bad Guy».
Её дебютный студийный альбом, When We All Fall Asleep, Where Do We Go?, был выпущен 29 марта 2019 года и достиг высшей позиции топ-1 в нескольких странах, включая США, Великобританию, Австралию и Канаду. «Bad Guy» стал первым синглом Айлиш, который дебютировал в топ-10 Billboard Hot 100, достигнув первой позиции. С синглом «Bad Guy», Айлиш стала первым артистом, родившимся в 21 веке и лидировавшим в Hot 100. Айлиш также побила рекорд по количеству одновременных хитов в Billboard Hot 100 среди женщин.

## Альбомы

### Студийные альбомы
| Название                                 | Детали | Высшая позиция в чартах | Высшая позиция в чартах | Высшая позиция в чартах | Высшая позиция в чартах | Высшая позиция в чартах | Высшая позиция в чартах | Высшая позиция в чартах | Высшая позиция в чартах | Высшая позиция в чартах | Высшая позиция в чартах | Продажи                                                                       | Сертификации |
| Название                                 | Детали | US                      | AUS                     | AUT                     | CAN                     | DEN                     | NLD                     | NOR                     | NZ                      | SWE                     | UK                      | Продажи                                                                       | Сертификации |
| ---------------------------------------- | --- | ----------------------- | ----------------------- | ----------------------- | ----------------------- | ----------------------- | ----------------------- | ----------------------- | ----------------------- | ----------------------- | ----------------------- | ----------------------------------------------------------------------------- | --- |
| When We All Fall Asleep, Where Do We Go? | - Релиз: 29 марта 2019 - Лейбл: Darkroom, Interscope - Формат: CD, компакт-кассета, цифровая дистрибуция, потоковое мультимедиа, винил, бокс-сет | 1                       | 1                       | 1                       | 1                       | 1                       | 1                       | 1                       | 1                       | 1                       | 1                       | - Канада: 91,000 - Франция: 93,453 - Великобритания: 370,000 - США: 1,200,000 | - RIAA: 4 × платиновый - ARIA: 3 × платиновый - BPI: 2 × платиновый - IFPI AUT: 3 × платиновый - IFPI DEN: 5 × платиновый - IFPI NOR: 7 × платиновый - MC: 5 × платиновый - RMNZ: 5 × платиновый |
| Happier Than Ever                        | - Релиз: 30 июля 2021 - Лейбл: Darkroom, Interscope - Формат: CD, компакт-кассета, цифровая дистрибуция, потоковое мультимедиа, винил, бокс-сет  | 1                       | 1                       | 1                       | 1                       | 1                       | 1                       | 1                       | 1                       | 1                       | 1                       | - Канада: 18,000 - США: 430,000                                               | - ARIA: золотой - BPI: золотой - IFPI AUT: золотой - IFPI DEN: платиновый - RMNZ: платиновый |

### Концертные альбомы
| Название                  | Детали                                                     | Высшие позиции в чартах | Высшие позиции в чартах |
| Название                  | Детали                                                     | US                      | US Alt                  |
| ------------------------- | ---------------------------------------------------------- | ----------------------- | ----------------------- |
| Live at Third Man Records | - Релиз: 6 декабря 2019 - Лейбл: Third Man - Формат: Винил | 55                      | 6                       |

## Мини-альбомы
| Название          | Детали | Высшая позиция в чартах | Высшая позиция в чартах | Высшая позиция в чартах | Высшая позиция в чартах | Высшая позиция в чартах | Высшая позиция в чартах | Высшая позиция в чартах | Высшая позиция в чартах | Высшая позиция в чартах | Высшая позиция в чартах | Сертификации |
| Название          | Детали | US                      | AUS                     | AUT                     | CAN                     | DEN                     | NLD                     | NOR                     | NZ                      | SWE                     | UK                      | Сертификации |
| ----------------- | --- | ----------------------- | ----------------------- | ----------------------- | ----------------------- | ----------------------- | ----------------------- | ----------------------- | ----------------------- | ----------------------- | ----------------------- | --- |
| Don’t Smile at Me | - Релиз: 11 августа 2017 - Лейбл: Darkroom, Interscope - Формат: CD, цифровая дистрибуция, компакт-кассета, потоковое мультимедиа, винил | 14                      | 6                       | 23                      | 10                      | 11                      | 10                      | 6                       | 3                       | 4                       | 12                      | - RIAA: платиновый - ARIA: 2 × платиновый - BPI: платиновый - IFPI AUT: платиновый - IFPI DEN: платиновый - MC: платиновый - RMNZ: 3 × платиновый |
| Guitar Songs      | - Релиз: 21 июля 2022 - Лейбл: Darkroom, Interscope - Формат: Цифровая дистрибуция, стриминг                                             | —                       | —                       | —                       | —                       | —                       | —                       | —                       | —                       | —                       | —                       | — |

### Концертные мини-альбомы
| Название                                     | Детали                                                                                           | Высшая позиция в чартах |
| Название                                     | Детали                                                                                           | US                      |
| -------------------------------------------- | ------------------------------------------------------------------------------------------------ | ----------------------- |
| Up Next Session: Billie Eilish               | - Релиз: 20 сентября 2017 - Лейбл: Darkroom, Interscope - Формат: Цифровая дистрибуция, стриминг | —                       |
| Billie Eilish Live at the Steve Jobs Theater | - Релиз: 19 декабря 2019 - Лейбл: Darkroom, Interscope - Формат: Цифровая дистрибуция, стриминг  | —                       |
| Prime Day Show x Billie Eilish               | - Релиз: 16 июня 2021 - Лейбл: Darkroom, Interscope - Формат: Цифровая дистрибуция, стриминг     | 87                      |
| Apple Music Live: Billie Eilish              | - Релиз: 1 октября 2022 - Лейбл: Darkroom, Interscope - Формат: Цифровая дистрибуция, стриминг   | –                       |

## Синглы
| Название                                                                            | Год  | Высшая позиция в чартах | Высшая позиция в чартах | Высшая позиция в чартах | Высшая позиция в чартах | Высшая позиция в чартах | Высшая позиция в чартах | Высшая позиция в чартах | Высшая позиция в чартах | Высшая позиция в чартах | Высшая позиция в чартах | Сертификации | Альбом                                                                     |
| Название                                                                            | Год  | US                      | AUS                     | AUT                     | CAN                     | DEN                     | NLD                     | NOR                     | NZ                      | SWE                     | UK                      | Сертификации | Альбом                                                                     |
| ----------------------------------------------------------------------------------- | ---- | ----------------------- | ----------------------- | ----------------------- | ----------------------- | ----------------------- | ----------------------- | ----------------------- | ----------------------- | ----------------------- | ----------------------- | --- | -------------------------------------------------------------------------- |
| «Ocean Eyes»                                                                        | 2015 | 84                      | 58                      | —                       | 88                      | —                       | —                       | —                       | 38                      | —                       | 72                      | - RIAA: 3 × платиновый - ARIA: 4 × платиновый - BPI: платиновый - IFPI AUT: золотой - IFPI DEN: 3 × платиновый - MC: 3 × платиновый - RMNZ: платиновый                                          | Don’t Smile at Me                                                          |
| «Six Feet Under»                                                                    | 2016 | —                       | —                       | —                       | —                       | —                       | —                       | —                       | —                       | —                       | —                       | - RIAA: золотой - ARIA: золотой - MC: платиновый | Внеальбомный сингл                                                         |
| «Bellyache»                                                                         | 2017 | —                       | 66                      | —                       | 65                      | —                       | —                       | —                       | —                       | —                       | 79                      | - RIAA: 2 × платиновый - ARIA: 2 × платиновый - BPI: золотой - IFPI DEN: золотой - MC: платиновый                                                                                               | Don’t Smile at Me                                                          |
| «Bored»                                                                             | 2017 | —                       | —                       | —                       | —                       | —                       | —                       | —                       | —                       | —                       | —                       | - RIAA: золотой - ARIA: золотой | 13 Reasons Why: Season 1                                                   |
| «Watch»                                                                             | 2017 | —                       | —                       | —                       | —                       | —                       | —                       | —                       | —                       | —                       | —                       | - RIAA: платиновый - ARIA: платиновый - BPI: серебряный - MC: платиновый | Don’t Smile at Me                                                          |
| «Copycat» (оригинал или ремикс Sofi Tukker)                                         | 2017 | —                       | —                       | —                       | —                       | —                       | —                       | —                       | —                       | —                       | —                       | - RIAA: платиновый - ARIA: золотой - BPI: серебряный - MC: платиновый | Don’t Smile at Me                                                          |
| «Idontwannabeyouanymore»                                                            | 2017 | 96                      | —                       | —                       | 77                      | —                       | —                       | —                       | —                       | —                       | 78                      | - RIAA: 2 × платиновый - ARIA: платиновый - BPI: серебряный - IFPI DEN: золотой - MC: платиновый                                                                                                | Don’t Smile at Me                                                          |
| «My Boy» / «MyBoi» (оригинал или ремикс TroyBoi)                                    | 2017 | —                       | —                       | —                       | —                       | —                       | —                       | —                       | —                       | —                       | —                       | - RIAA: золотой - ARIA: платиновый - BPI: серебряный - MC: платиновый | Don’t Smile at Me                                                          |
| «&Burn» (совместно с Винс Стейплс)                                                  | 2017 | —                       | —                       | —                       | —                       | —                       | —                       | —                       | —                       | —                       | —                       | - RIAA: золотой - ARIA: золотой - MC: золотой | Don’t Smile at Me                                                          |
| «Bitches Broken Hearts»                                                             | 2018 | —                       | —                       | —                       | —                       | —                       | —                       | —                       | —                       | —                       | —                       | - RIAA: платиновый - ARIA: золотой - MC: платиновый | Don’t Smile at Me и When We All Fall Asleep, Where Do We Go?               |
| «Lovely» (совместно с Халид)                                                        | 2018 | 64                      | 5                       | 60                      | 46                      | —                       | 55                      | 39                      | 4                       | 51                      | 47                      | - RIAA: 2 × платиновый - ARIA: 5 × платиновый - BPI: платиновый - GLF: платиновый - IFPI AUT: платиновый - IFPI DEN: платиновый - MC: 4 × платиновый - RMNZ: 2 × платиновый                     | 13 Reasons Why: Season 2 и Don’t Smile at Me                               |
| «Party Favor»                                                                       | 2018 | —                       | —                       | —                       | —                       | —                       | —                       | —                       | —                       | —                       | —                       | - RIAA: золотой - MC: золотой | Don’t Smile at Me                                                          |
| «You Should See Me in a Crown»                                                      | 2018 | 41                      | 16                      | —                       | 27                      | —                       | 59                      | —                       | —                       | 43                      | 60                      | - RIAA: 2 × платиновый - ARIA: платиновый - BPI: золотой - IFPI AUT: золотой - IFPI DEN: золотой - MC: 2 × платиновый                                                                           | When We All Fall Asleep, Where Do We Go?                                   |
| «When the Party’s Over»                                                             | 2018 | 29                      | 7                       | 25                      | 14                      | 16                      | 34                      | 9                       | 3                       | 10                      | 21                      | - RIAA: 4 × платиновый - ARIA: 5 × платиновый - BPI: платиновый - GLF: платиновый - IFPI AUT: золотой - IFPI DEN: платиновый - IFPI NOR: 2 × платиновый - MC: 4 × платиновый - RMNZ: платиновый | When We All Fall Asleep, Where Do We Go?                                   |
| «Come Out and Play»                                                                 | 2018 | 69                      | 23                      | 53                      | 36                      | —                       | 77                      | —                       | 17                      | 69                      | 47                      | - ARIA: золотой - MC: платиновый | When We All Fall Asleep, Where Do We Go?                                   |
| «When I Was Older»                                                                  | 2019 | —                       | —                       | —                       | —                       | —                       | —                       | —                       | —                       | —                       | —                       | | Music Inspired by the Film Roma и When We All Fall Asleep, Where Do We Go? |
| «Bury a Friend»                                                                     | 2019 | 14                      | 3                       | 6                       | 10                      | 8                       | 10                      | 2                       | 2                       | 1                       | 6                       | - RIAA: 3 × платиновый - ARIA: 2 × платиновый - BPI: платиновый - IFPI AUT: платиновый - IFPI DEN: платиновый - IFPI NOR: платиновый - MC: 3 × платиновый - RMNZ: платиновый                    | When We All Fall Asleep, Where Do We Go?                                   |
| «Wish You Were Gay»                                                                 | 2019 | 31                      | 5                       | 16                      | 12                      | 12                      | 35                      | 14                      | 2                       | 13                      | 13                      | - RIAA: платиновый - ARIA: платиновый - BPI: серебряный - IFPI AUT: золотой - IFPI DEN: золотой - MC: золотой - RMNZ: золотой                                                                   | When We All Fall Asleep, Where Do We Go?                                   |
| «Bad Guy»                                                                           | 2019 | 1                       | 1                       | 2                       | 1                       | 2                       | 5                       | 1                       | 1                       | 2                       | 2                       | - RIAA: 6 × платиновый - ARIA: 9 × платиновый - BPI: 3 × платиновый - IFPI AUT: 3 × платиновый - IFPI DEN: 2 × платиновый - IFPI NOR: платиновый - MC: 6 × платиновый - RMNZ: 3 × платиновый    | When We All Fall Asleep, Where Do We Go?                                   |
| «All the Good Girls Go to Hell»                                                     | 2019 | 46                      | 8                       | —                       | 19                      | 29                      | 42                      | 22                      | 9                       | 25                      | 77                      | - RIAA: платиновый - BPI: серебряный - MC: платиновый - RMNZ: золотой | When We All Fall Asleep, Where Do We Go?                                   |
| «Everything I Wanted»                                                               | 2019 | 8                       | 2                       | 3                       | 6                       | 4                       | 4                       | 1                       | 2                       | 3                       | 3                       | - RIAA: 2 × платиновый - ARIA: 2 × платиновый - BPI: платиновый - IFPI AUT: золотой - IFPI DEN: золотой - MC: 2 × платиновый - RMNZ: платиновый                                                 | When We All Fall Asleep, Where Do We Go?                                   |
| «No Time to Die»                                                                    | 2020 | 16                      | 4                       | 2                       | 11                      | 4                       | 3                       | 3                       | 9                       | 3                       | 1                       | - RIAA: золотой - BPI: золотой - MC: золотой | Внеальбомный сингл                                                         |
| «Ilomilo»                                                                           | 2020 | 62                      | 23                      | —                       | 38                      | —                       | 63                      | —                       | —                       | 63                      | —                       | - RIAA: золотой - ARIA: золотой - MC: золотой | When We All Fall Asleep, Where Do We Go?                                   |
| «My Future»                                                                         | 2020 | 6                       | 3                       | 28                      | 9                       | 18                      | 30                      | 12                      | 4                       | 12                      | 7                       | - MC: золотой | Внеальбомные синглы                                                        |
| «Therefore I Am»                                                                    | 2020 | 2                       | 3                       | 2                       | 2                       | 3                       | 11                      | 2                       | 1                       | 4                       | 2                       | - MC: золотой - RMNZ: золотой | Внеальбомные синглы                                                        |
| «Lo Vas a Olvidar» (совместно с Розалией)                                           | 2020 | 62                      | 57                      | 37                      | 50                      | —                       | 50                      | 22                      | —                       | 37                      | 35                      | | Euphoria: Music from the HBO Original Series                               |
| «Your Power»                                                                        | 2021 | 10                      | 9                       | 8                       | 6                       | 7                       | 9                       | 2                       | 5                       | 3                       | 5                       | | Happier Than Ever                                                          |
| «Lost Cause»                                                                        | 2021 | 27                      | 18                      | 24                      | 16                      | 35                      | 48                      | 23                      | 15                      | 25                      | 14                      | | Happier Than Ever                                                          |
| «NDA»                                                                               | 2021 | 39                      | 16                      | 31                      | 18                      | —                       | 55                      | 16                      | 14                      | 25                      | 23                      | | Happier Than Ever                                                          |
| «—» обозначает запись, которая не была выпущена в этой стране или не попала в чарт. |      |                         |                         |                         |                         |                         |                         |                         |                         |                         |                         | |                                                                            |

## Другие чартерные и сертифицированные песни
| Название                                       | Год  | Максимальная позиция в чартах | Максимальная позиция в чартах | Максимальная позиция в чартах | Максимальная позиция в чартах | Максимальная позиция в чартах | Максимальная позиция в чартах | Максимальная позиция в чартах | Максимальная позиция в чартах | Максимальная позиция в чартах | Максимальная позиция в чартах | Сертификации                                          | Альбом                                   |
| Название                                       | Год  | US                            | AUS                           | CAN                           | FRA                           | GER                           | ITA                           | NLD                           | NOR                           | NZ                            | SWE                           | Сертификации                                          | Альбом                                   |
| ---------------------------------------------- | ---- | ----------------------------- | ----------------------------- | ----------------------------- | ----------------------------- | ----------------------------- | ----------------------------- | ----------------------------- | ----------------------------- | ----------------------------- | ----------------------------- | ----------------------------------------------------- | ---------------------------------------- |
| «Hostage»                                      | 2017 | —                             | —                             | —                             | —                             | —                             | —                             | —                             | —                             | —                             | —                             | - RIAA: платиновый - ARIA: золотой - MC: платиновый   | Don’t Smile at Me                        |
| «!!!!!!!»                                      | 2019 | —                             | —                             | 79                            | —                             | —                             | —                             | —                             | —                             | —                             | —                             |                                                       | When We All Fall Asleep, Where Do We Go? |
| «Xanny»                                        | 2019 | 35                            | 10                            | 26                            | 189                           | 78                            | 91                            | 48                            | 35                            | 22                            | 32                            | - RIAA: платиновый - BPI: серебряный - MC: золотой    | When We All Fall Asleep, Where Do We Go? |
| «8»                                            | 2019 | 79                            | 35                            | 52                            | —                             | —                             | —                             | 83                            | —                             | —                             | 77                            | - RIAA: золотой - MC: золотой                         | When We All Fall Asleep, Where Do We Go? |
| «My Strange Addiction»                         | 2019 | 43                            | 12                            | 21                            | —                             | 86                            | 100                           | 51                            | 39                            | 21                            | 46                            | - RIAA: платиновый - BPI: серебряный - MC: платиновый | When We All Fall Asleep, Where Do We Go? |
| «Listen Before I Go»                           | 2019 | 63                            | 29                            | 42                            | —                             | —                             | —                             | 73                            | —                             | —                             | 71                            | - RIAA: золотой - ARIA: золотой - MC: золотой         | When We All Fall Asleep, Where Do We Go? |
| «I Love You»                                   | 2019 | 53                            | 20                            | 35                            | —                             | —                             | —                             | 61                            | 38                            | 39                            | 47                            | - RIAA: платиновый - BPI: серебряный - MC: платиновый | When We All Fall Asleep, Where Do We Go? |
| «Goodbye»                                      | 2019 | —                             | —                             | 69                            | —                             | —                             | —                             | —                             | —                             | —                             | —                             |                                                       | When We All Fall Asleep, Where Do We Go? |
| «—» означает запись, которая не попала в чарты |      |                               |                               |                               |                               |                               |                               |                               |                               |                               |                               |                                                       |                                          |

### Гостевое участие
| Название | Год  | Другие исполнители | Альбом                      |
| -------- | ---- | ------------------ | --------------------------- |
| «SIRENS» | 2018 | Данзел Карри, JID  | TA13OO                      |
| «Sunny»  | 2020 | Финнеас О’Коннелл  | One World: Together at Home |

## Видеография

### Видеоальбомы
| Название                       | Детали |
| ------------------------------ | --- |
| Live at the Steve Jobs Theater | - Релиз: 4 декабря 2019 (прямой эфир) - 19 декабря 2019 (скачивание) - Лейбл: Apple Music/Darkroom/Interscope - Формат: Цифровая загрузка, стриминг |

### Музыкальные видеоклипы
| Название                                  | Год                 | Версия                   | Режиссёр                    | Ист.                |
| Как основной артист                       | Как основной артист | Как основной артист      | Как основной артист         | Как основной артист |
| ----------------------------------------- | ------------------- | ------------------------ | --------------------------- | ------------------- |
| «Ocean Eyes»                              | 2016                | Оригинал                 | Megan Thompson              | [ 90 ]              |
| «Six Feet Under»                          | 2016                | Оригинал                 | Билли Айлиш                 | [ 91 ]              |
| «Ocean Eyes»                              | 2016                | Танцевальное выступление | WeWrkWknds                  | [ 92 ]              |
| «Bellyache»                               | 2017                | Оригинал                 | Miles and AJ                | [ 93 ]              |
| «Bored»                                   | 2017                | Оригинал                 | Билли Айлиш и Walt Floyd    | [ 94 ]              |
| «Watch»                                   | 2017                | Оригинал                 | Megan Park                  | [ 95 ]              |
| «Idontwannabeyouanymore»                  | 2018                | Вертикальное             | Eli Born                    | [ 96 ]              |
| «Lovely» (совместно с Халидом)            | 2018                | Оригинал                 | Taylor Cohen, Matty Peacock | [ 97 ]              |
| «Hostage»                                 | 2018                | Оригинал                 | Henry Scholfield            | [ 98 ]              |
| «You Should See Me in a Crown»            | 2018                | Вертикальное             | Билли Айлиш                 | [ 99 ]              |
| «When the Party’s Over»                   | 2018                | Оригинал                 | Carlos López Estrada        | [ 100 ]             |
| «Bury a Friend»                           | 2019                | Оригинал                 | Michael Chaves              | [ 101 ]             |
| «Bad Guy»                                 | 2019                | Оригинал                 | Dave Meyers                 | [ 102 ]             |
| «You Should See Me in a Crown»            | 2019                | Оригинал                 | Такаси Мураками             | [ 103 ]             |
| «Bad Guy»                                 | 2019                | Вертикальное             | Dave Meyers                 | [ 104 ]             |
| «All the Good Girls Go to Hell»           | 2019                | Оригинал                 | Рич Ли                      | [ 105 ]             |
| «Xanny»                                   | 2019                | Оригинал                 | Билли Айлиш                 | [ 106 ]             |
| «Everything I Wanted»                     | 2020                | Оригинал                 | Билли Айлиш                 | [ 107 ]             |
| «My Future»                               | 2020                | Оригинал                 | Andrew Onorato              | [ 108 ]             |
| «No Time to Die»                          | 2020                | Оригинал                 | Daniel Kleinman             | [ 109 ]             |
| «Therefore I Am»                          | 2020                | Оригинал                 | Билли Айлиш                 | [ 110 ]             |
| «Lo Vas A Olvidar» (совместно с Розалией) | 2020                | Оригинал                 | Nabil                       | [ 111 ]             |
| «Your Power»                              | 2021                | Оригинал                 | Билли Айлиш                 | [ 112 ]             |
| «Lost Cause»                              | 2021                | Оригинал                 | Билли Айлиш                 | [ 113 ]             |
| «NDA»                                     | 2021                | Оригинал                 | Билли Айлиш                 | [ 114 ]             |

### Комментарии
1. ↑  Эти продажи включают в себя отчёты Nielsen о конце 2019 года и ежедневный двойной отчет о середине 2020 года
2. ↑  «Ocean Eyes» не вошёл в чарт Dutch Top 100, но достиг высшей позиции под номером 17 в чарте Dutch Tip Single.[37]
3. ↑  «Bellyache» не вошел в чарт Billboard Hot 100, но достиг высшей позиции под номером 3 в чарте Bubbling Under Hot 100.[42]
4. ↑  «Bellyache» не вошел в чарт Dutch Top 100, но достиг высшей позиции под номером 9 в чарте Dutch Tip Single.[43]
5. ↑  «Bellyache» не вошел в чарт Swedish Singellista, но достиг высшей позиции под номером 1 в чарте Swedish Heatseeker.[44]
6. ↑  «Copycat» не вошел в чарт Billboard Hot 100, но достиг высшей позиции под номером 12 в чарте Bubbling Under Hot 100.[42]
7. ↑  «Idontwannabeyouanymore» не вошел в чарт Dutch Top 100, но достиг высшей позиции под номером 12 в чарте Dutch Tip Single.[47]
8. ↑  «Idontwannabeyouanymore» не вошел в чарт Swedish Singellista, но достиг высшей позиции под номером 2 в чарте Swedish Heatseeker.[44]
9. 1 2  Песня включена только в расширенное издание мини-альбома.[49]
10. ↑  «You Should See Me in a Crown» не вошел в чарт NZ Top 40 Singles, но достиг высшей позиции под номером 3 в чарте NZ Hot Singles.[53]
11. 1 2  Песня включена только в японское издание альбома.[57]
12. ↑  «When I Was Older» не вошел в чарт Dutch Top 100, но достиг высшей позиции под номером 9 в чарте Dutch Tip Single.[58]
13. ↑  «When I Was Older» не вошел в чарт NZ Top 40 Singles, но достиг высшей позиции под номером 7 в чарте NZ Hot Singles.[59]
14. ↑  «When I Was Older» не вошел в чарт Swedish Singellista, но достиг высшей позиции под номером 3 в чарте Swedish Heatseeker.[60]
15. ↑  «Bury a Friend» включает в себя указанный вокал от Мехки Рейна.
16. ↑  «Everything I Wanted» входит в переиздание альбома When We All Fall Asleep, Where Do We Go?.
17. ↑  «No Time to Die» был выпущен в качестве отдельного сингла для фильма «Не время умирать» 2020 года.
18. ↑  «Goodbye» не вошел в чарт Billboard Hot 100, но достиг высшей позиции под номером 4 в чарте Bubbling Under Hot 100.[42]
19. ↑  «Goodbye» не вошел в чарт Swedish Singellista, но достиг высшей позиции под номером 2 в чарте Swedish Heatseeker.[85]
20. ↑  Музыкальное видео для «Bad Guy» включает так же песню «!!!!!!!».